# Ashkalis
Les Ashkalis (Aškalije, Haškalije, Hashkalis, Egyptiani, Gjupci ou Jevgs) sont une minorité ethnique vivant au Kosovo, en Albanie, en Macédoine du Nord, au Monténégro et en Serbie. Ils sont albanophones, musulmans et jadis nomades : les ethnologues les considèrent comme des Roms albanisés, mais eux-mêmes ne se reconnaissent pas comme Roms et s'affirment Égyptiens installés dans les Balkans à l'époque ottomane.

## Histoire
Les Ashkalis ou Aškali ont été classés comme une « nouvelle identité ethnique des Balkans » dans les années 1990 grâce à l'« association égyptienne » formée cette année-là à Ohrid, en Macédoine. Cette dénomination s'appuie sur la légende de l'origine égyptienne des Roms, très répandue depuis le XIXe siècle. Pendant la guerre du Kosovo, les Roms albanisés ont été déplacés en tant que réfugiés en République de Macédoine. Beaucoup d'Ashkalis ont combattu dans l'Armée de libération du Kosovo. Les Roms albanisés ont formé l'ethnie ashkali (du turc aş kalı, « gradé », « décoré ») après la fin de la guerre en 1999, pour affirmer leur position pro-albanaise et se distinguer des autres Roms, perçus négativement comme « pro-serbes » pendant la guerre. Beaucoup de Roms albanisés ont également été envoyés dans des camps de réfugiés avec d'autres Roms, avec lesquels ils ne partagent ni la langue ni les coutumes. De nombreux réfugiés se sont installés en Serbie et au Monténégro. Là, ils se sont déclarés comme « Roms palestiniens ». Le premier parti ashkali (Parti démocratique des Albanais ashkalis du Kosovo ) a été formé en 2000 sous Sabit Rahmani, qui a soutenu l'indépendance du Kosovo au nom de tous les Ashkalis.

## Démographie
La plupart des Ashkalis vivent au Kosovo et en Macédoine du Nord, mais ils résident également en Albanie, en Serbie et au Monténégro. Lors du recensement macédonien de 2002, 3 713 personnes se sont déclarées « égyptiennes ». Lors du recensement serbe de 2002 (exclusion du Kosovo), 814 personnes se sont déclarées « égyptiennes ». Lors du recensement monténégrin, 225 personnes se sont déclarées « égyptiennes ».
Les Ashkalis sont majoritaires dans les régions centrales et orientales du Kosovo : Ferizaj, Fushë Kosovë et Lipjan. Les Égyptiens vivent dans l'ouest du Kosovo : à Gjakovë, Istog, Pejë et Deçan.